# Fontaine-la-Guyon
Fontaine-la-Guyon ist eine französische Gemeinde mit 1.675 Einwohnern (Stand: 1. Januar 2022) im Département Eure-et-Loir in der Region Centre-Val de Loire. Sie gehört zum Arrondissement Chartres und zum Kanton Illiers-Combray. Die Einwohner werden Guidofontanais genannt.

## Geographie
Fontaine-la-Guyon liegt etwa zwölf Kilometer westnordwestlich von Chartres. Umgeben wird Fontaine-la-Guyon von den Nachbargemeinden Mittainvilliers-Vérigny im Norden, Saint-Aubin-des-Bois im Osten und Südosten, Saint-Luperce im Süden sowie Saint-Arnoult-des-Bois im Westen.

## Bevölkerungsentwicklung
| Jahr                       | 1962 | 1968 | 1975 | 1982 | 1990 | 1999 | 2007 | 2012 | 2020 |
| Einwohner                  | 493  | 488  | 570  | 675  | 732  | 1020 | 1413 | 1625 | 1699 |
| Quellen: Cassini und INSEE |      |      |      |      |      |      |      |      |      |

## Sehenswürdigkeiten
- Kirche Saint-Martin (auch: Saint-Gorgon) aus dem 15./16. Jahrhundert
- Schloss aus dem 18. Jahrhundert mit Park, heutiges Rathaus
- Reste des Eure-Kanals

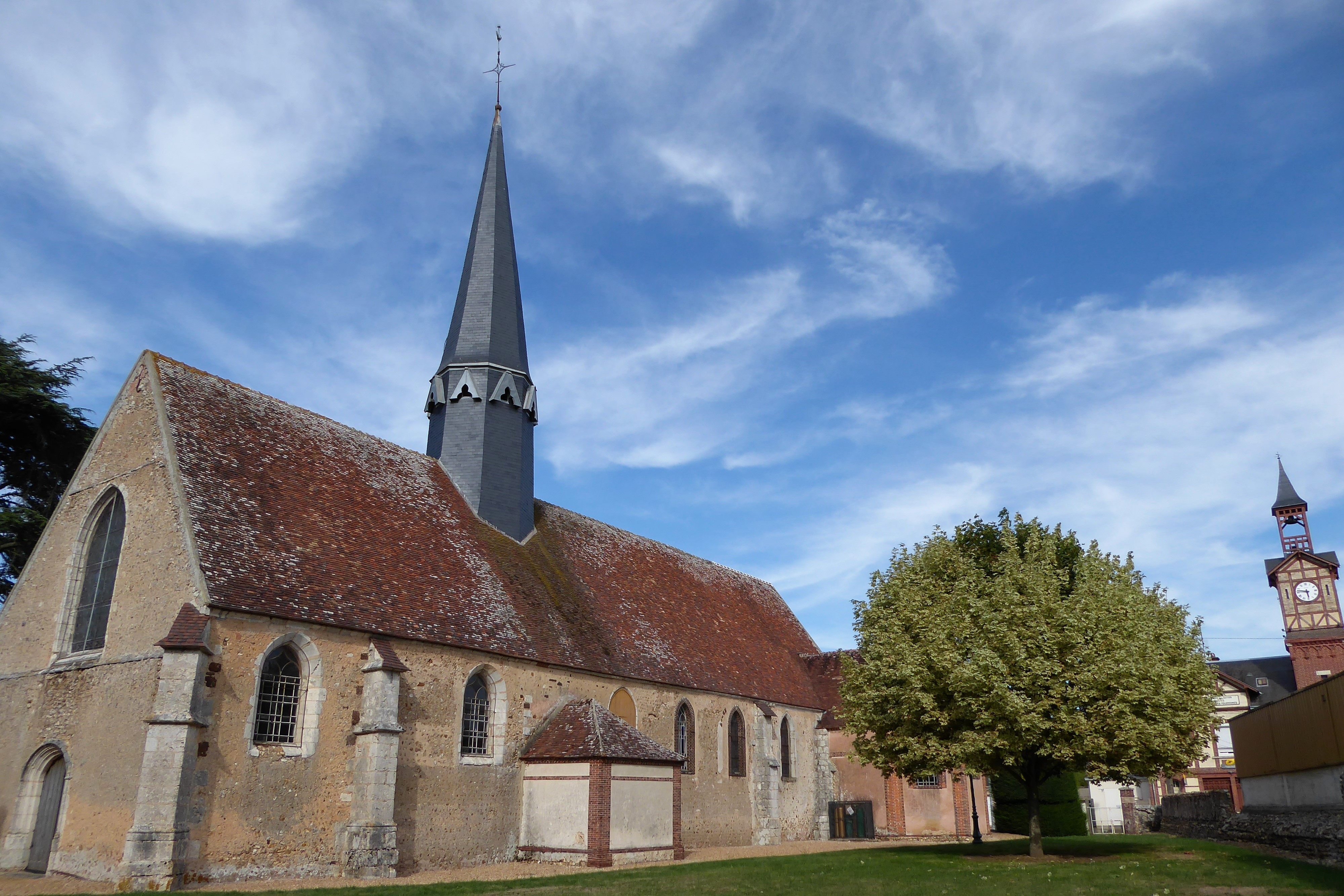
Kirche Saint-Martin
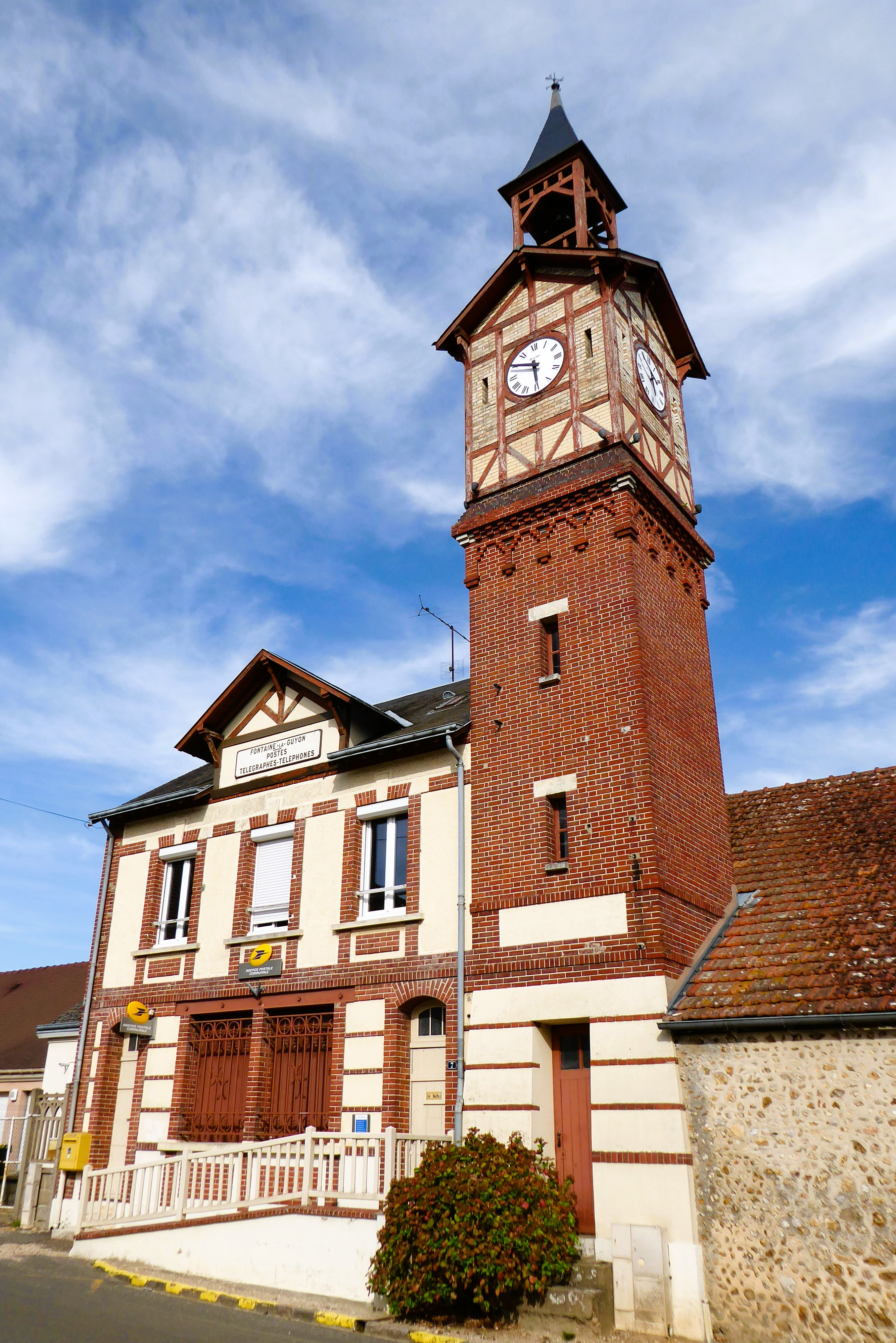
Postamt
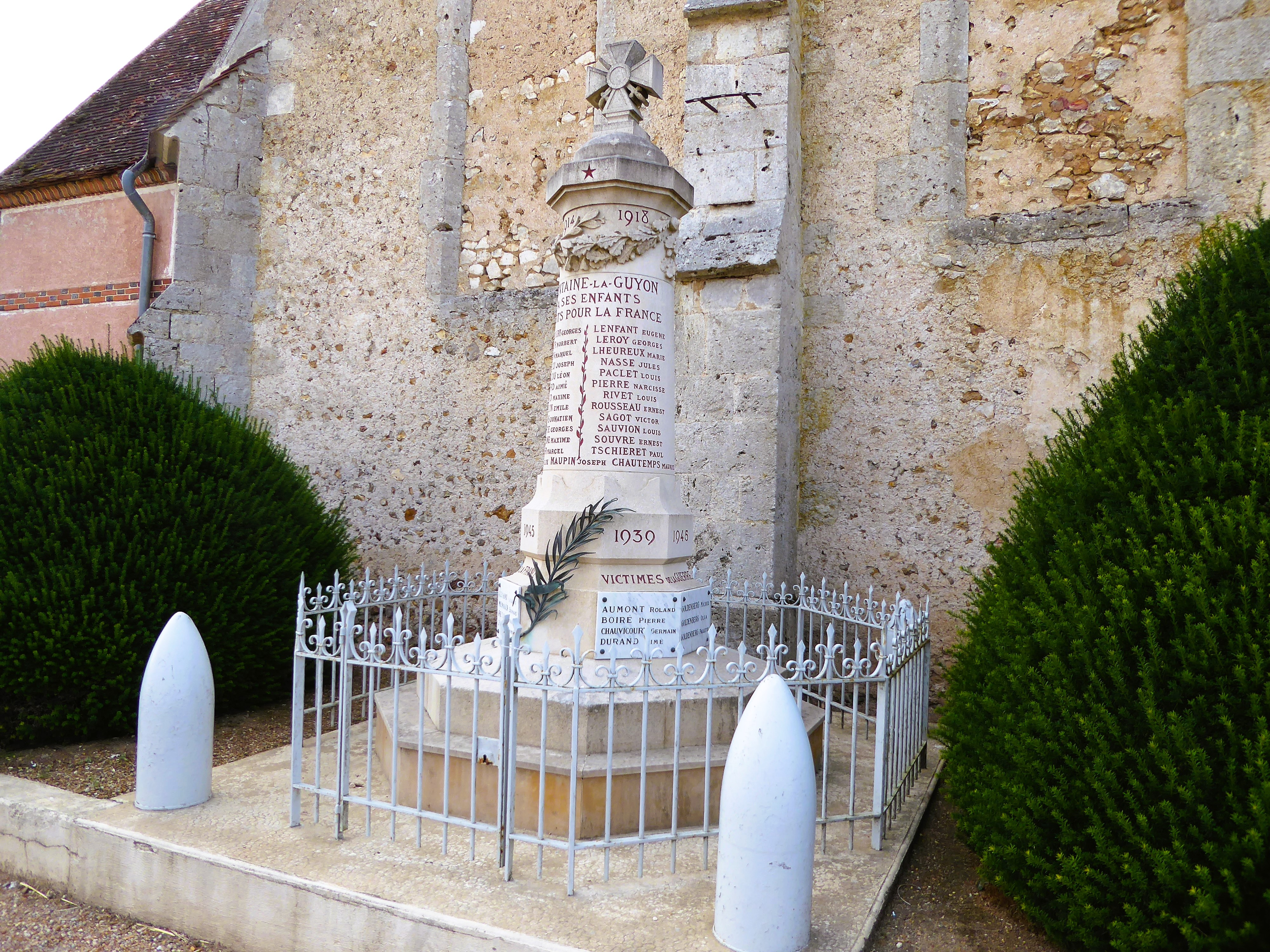
Gefallenendenkmal
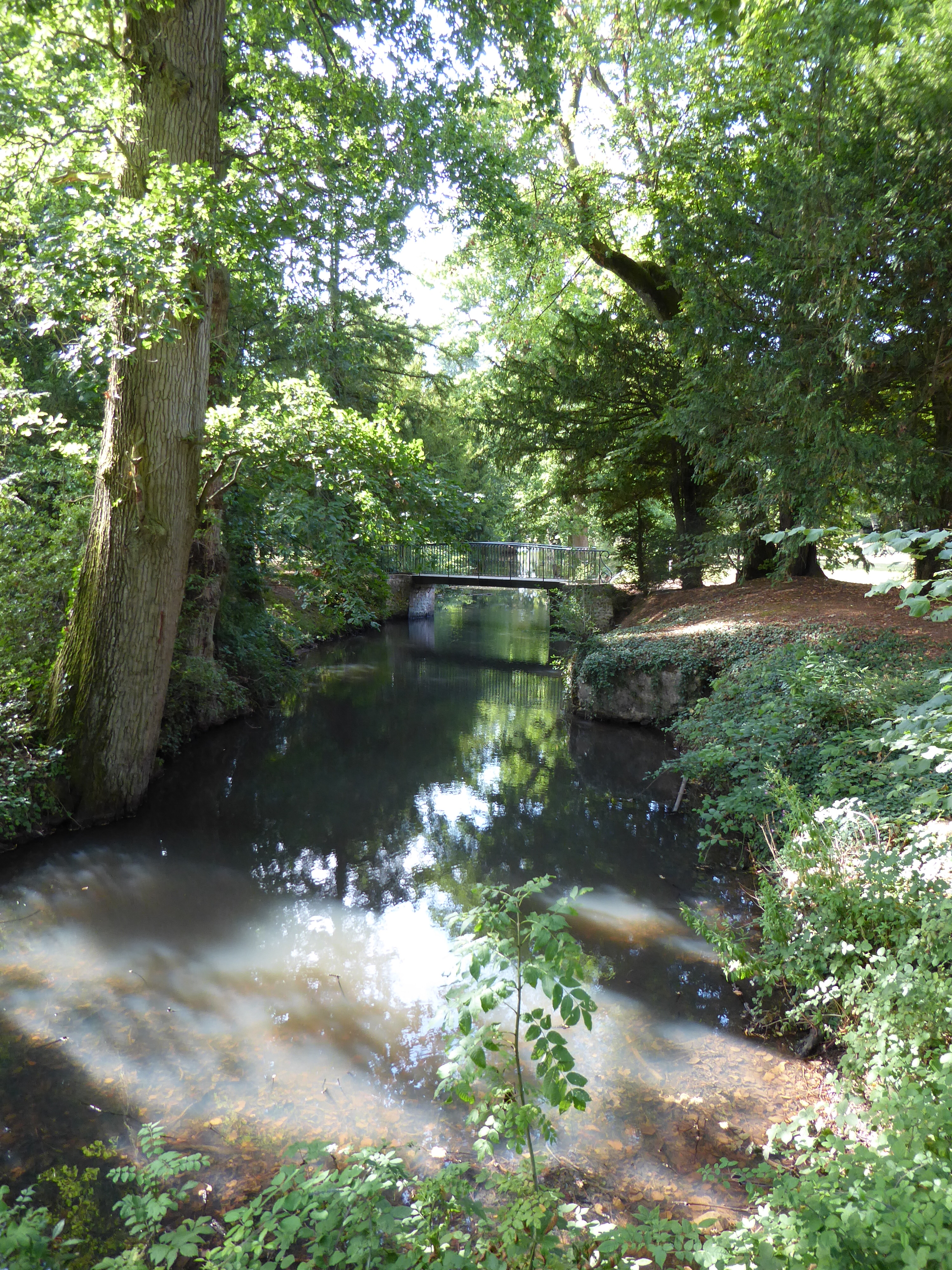
Reste des Eure-Kanals